# Ann Philippa Pearceová
Ann Philippa Pearceová, nepřechýleně Pearce (22. ledna 1920, Great Shelford – 21. prosince 2006, Durham), byla anglická spisovatelka knih pro děti a mládež.

## Životopis
Ann Philippa Pearceová se narodila ve vesnici Great Shelford v hrabství Cambridgeshire v rodině mlynáře jako nejmladší ze čtyř dětí a mládí strávila v okolí řeky Cam. Po absolvování střední školy získal stipendium pro studium anglistiky a historie na Univerzitě v Cambridgi. Po skončení studia odešla do Londýna, kde během druhé světové války pracovala jako státní zaměstnankyně, později jako scenáristka a produkční v rádiu BBC a také jako editorka knih pro děti. Roku 1962 se provdala, ale její manžel, se kterým měla dceru, již roku 1964 zemřel.
Od roku 1973 až do své smrti na následky mrtvice roku 2006 žila ve vesnici Great Shelford.
Philippa Pearceová je autorkou více než třicet knih, ve kterých hraje významnou roli krajina v okolí města Cambridge a řeky Cam. Námět pro svůj první román Střevle na Say (1955, Minnow on the Say), česky jako Poklad v jediné růži získala ze vzpomínek na dávný výlet kánoí po řece Cam, kterou v knize přejmenovala na řeku Say. Roku 1958 vydala svůj druhý a také nejlepší román Tomova půlnoční zahrada (Tom's Midnight Garden) s pohádkovým, resp. fantasy námětem. Právě za tento román získala Carnegieho medaili za literaturu.

## Z díla
- Střevle na Say (1955, Minnow on the Say), česky jako Poklad v jediné růži, román s částečně detektivní zápletkou o hledání pokladu, k němuž je jediným klíčem podivná říkanka.
- Tomova půlnoční zahrada ((1958, Tom's Midnight Garden), román s pohádkovým, resp. fantasy námětem, ve kterém chlapec Tom objeví průchod do kouzelné zahrady přilehlé k domu, ke bydlí.
- Kočka paní Cockleové (1961, Mrs. Cockle's cat).
- Takový malý pejsek (1962, A Dog So Small), vyprávění o chlapci Benovi, jehož velkým přáním bylo mít psa.
- Zevnitř Scotland Yardu (1965, From Inside Scotland Yard).
- Lev ve škole a jiné povídky (1975, Tle Lion at School and other Stories), sbírka povídek.
- Jeskyně stínů a jiné povídky z nadpřirozena (1977, The Shadow-Cage and other Tales of the Supernatural), sbírka povídek.
- Bitva bubliny a písklete (1978, The Battle of Bubble and Squeak), román o generačních vztazích matky a jejích dětí.
- Cesta do Stain Shore (1983, The Way to Sattin Shore), román s tématem krize rodiny.
- Kdo se bojí a jiné neobyčejné příběhy (1986, Who's Afraid and other Strange Stories).
- Emilyin vlastní slon (1987, Emily's Own Elephant).
- Uprostřed noci, (1991, In the Middle of the Night).
- Kráska a zvíře (1996, Beauty and the Beast).
- Lano a jiné povídky (2000, The Rope and other Stories), sbírka povídek.
- Duch v Annině pokoji (2001, The Ghost in Annie's Room).
- Malý džentlmen (2004, The Little Gentleman).

## Filmové adaptace
- Minnow on the Say (1960), kanadský televizní seriál.
- Tom's Midnight Garden (1967), britský televizní seriál, režie Marylin Foxová.
- Treasure Over the Water (1972), britský televizní seriál podle knihy Poklad v jediné růži, režie Marylin Foxová.
- Tom's Midnight Garden (1974), britský televizní seriál, režie Dorothea Brookingová.
- Tom's Midnight Garden (1989), britský televizní seriál, režie Christine Secombeová.
- Tom's Midnight Garden (1999), britský film, režie Willard Carroll, česky uvedeno jako Kouzelná zahrada.

## Česká vydání
- Poklad v jediné růži, SNDK, Praha 1965, přeložila Marcela Mašková.
- Takový malý pejsek, Vyšehrad, Praha 1998, přeložila Alžběta Hesounová.
- Tomova půlnoční zahrada, Praha: Malvern 2019, přeložila  Zuzana Koudelková.